# Desio
Desio, v lombardském dialektu Dès, (latinsky Dexium)   je italské město v oblasti Lombardie v provincii Monza a Brianza, leží asi 15 km severně od Milána.

## Historie
Antická římská a později lombardská osada dostala jméno čísla deset, odvozené z její vzdálenosti deseti římských mil od Milána, (tj. 10 x 1480 metrů). Již roku 649 zde slavný milánský arcibiskup Giovanni Bono (později uctívaný jako světec) dal postavit první kostel svatých Sira a Materna. Ve 13. století bylo město už takovým církevním centrem, že vládlo čtyřiceti farnostem. Město bylo také důležitou obchodní a dopravní spojnici mezi Milánem a Comem. V bojích římského císaře proti papeži se Desio postavilo na stranu papeže. Císař Fridrich Barbarossa je po bitvě u Legnana roku 1298 vyplenil, po té je obsadila rodina Torrianů (de Torre). 
Vládu nad Desiem i nad Milánem vzápětí získal velmož Ottone Visconti, když se se svými vojáky opevnil ve věži při bazilice svatých Sira a Materna a využil ji jako refugium.
Za druhé světové války se zde pod falešným jménem skrývala sopranistka židovského původu Giuseppina Finzi-Magriniová. Roku 1944 byla při americkém náletu na město těžce zraněna a zemřela.  

## Památky

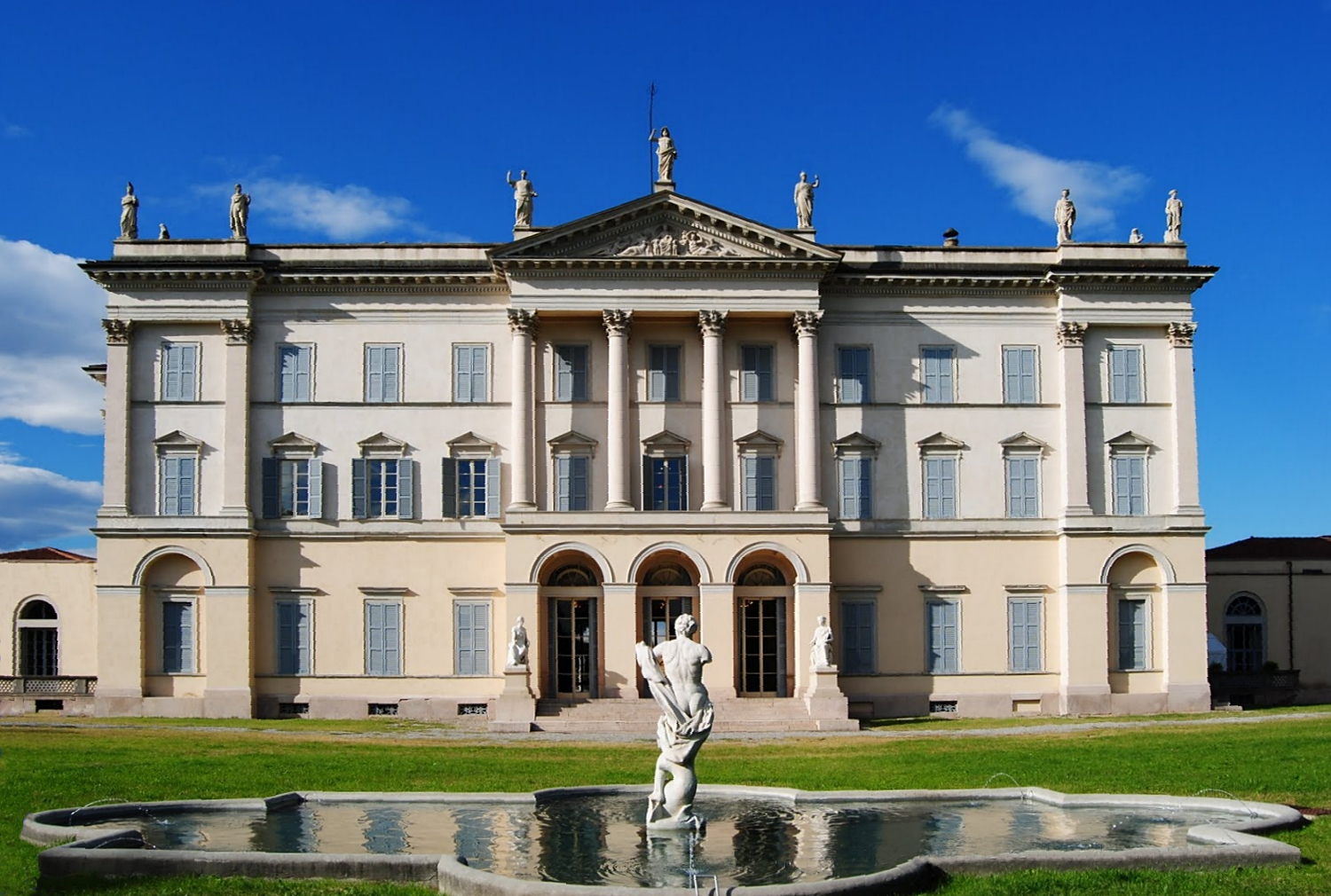
Villa Tittoni Traversi

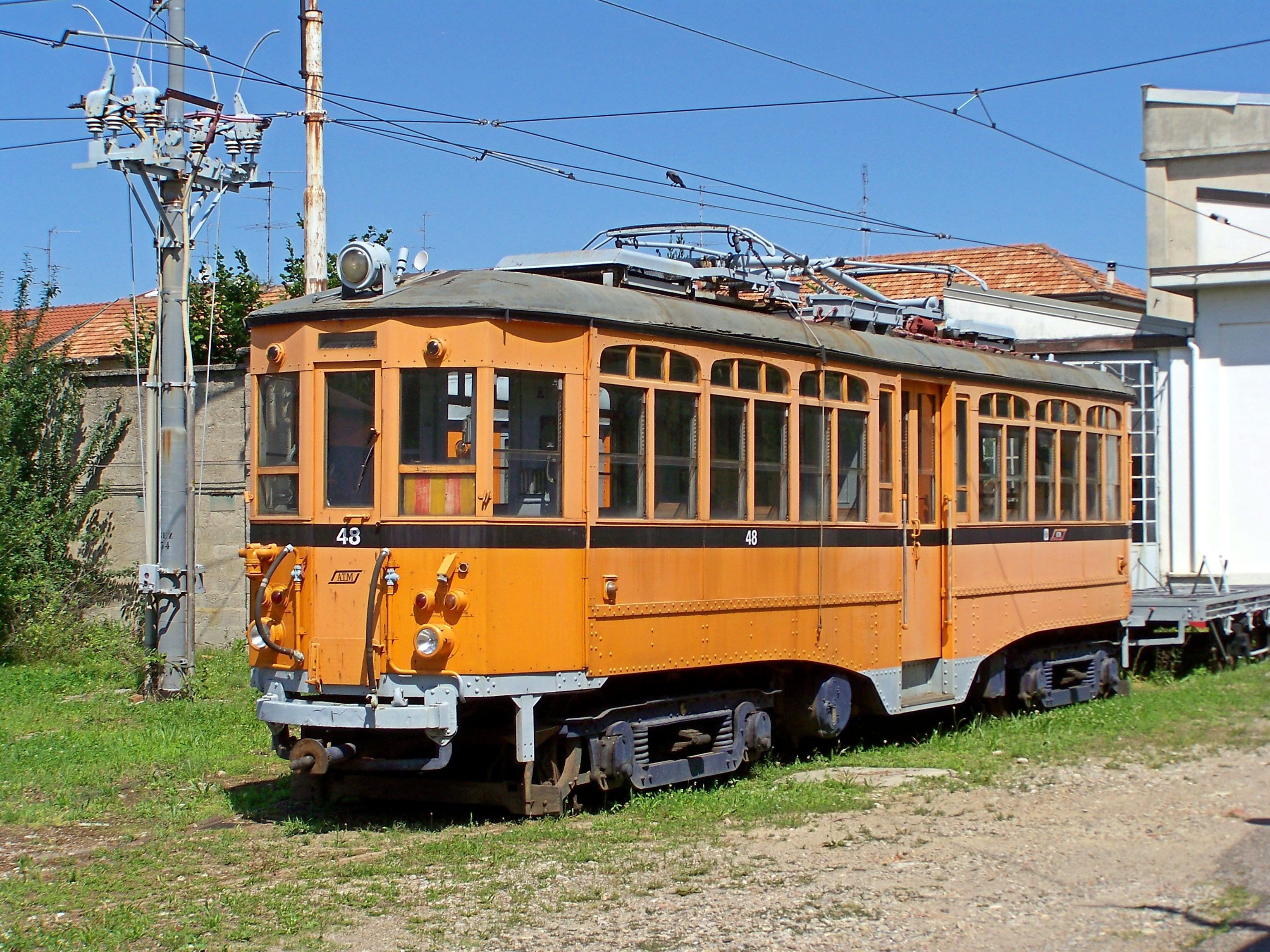
Meziměstská tramvaj (tranvia), model z roku 1926 v depu tramvají

- Kostel sv. Sira a Materna- trojlodní barokní bazilika v lombardském stylu stojí na místě raně křesťanského chrámu; zdejším knězem a rodákem byl pozdější papež Pius XI.
- Villa Tittoni Traversi- trojkřídlé venkovské sídlo šlechtické rodiny Cusani si dal přestavět právník Giovanni Traversi roku 1776 na neoklasicistní palác (v italské terminologii vilu); projektoval ji architekt Giuseppe Piermarini. Bohatou dekoraci a vnitřní zařízení ve stylu anglické novogotiky pro státníka a diplomata Tittoniho vytvořil kolem roku 1840 Pelagio Palagi (1775-1860) s přáteli výtvarníky. Od roku 1975 slouží jako sídlo městského úřadu, ale reprezentační sály a kaple jsou přístupné turistům. Areál má rozlehlý anglický park s antikizujícími mramorovými sochami, rovněž od Palagia.
- Bazilika Ukřižování (Santuario del Crocifisso) - novogotická cihelná stavba z roku 1913, barokní oltářní obraz sv. Bartoloměje
- Muzeum tramvají (Deposito di Desio) - sídlí v depu u nádraží; vystavuje vozy elektrické meziměstské tramvaje, jaké v letech 1926-1999 jezdily na trati z Desia přes Giussano a Carate do Milána a v roce 2000 byly nahrazeny metrem.

## Osobnosti

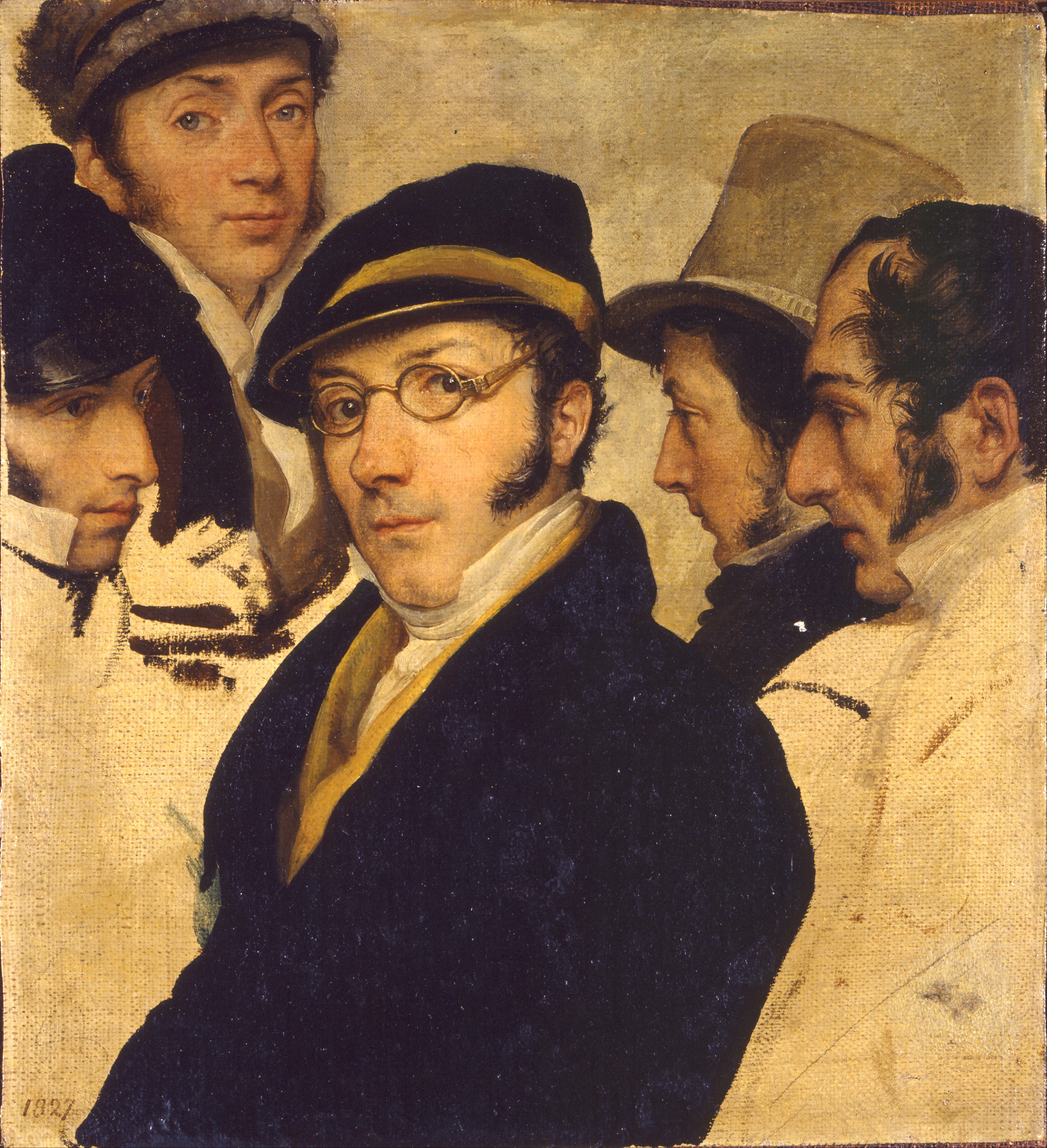
Autoportrét Francesca Hayeze s Pelagiem Palagim a přáteli (1828)

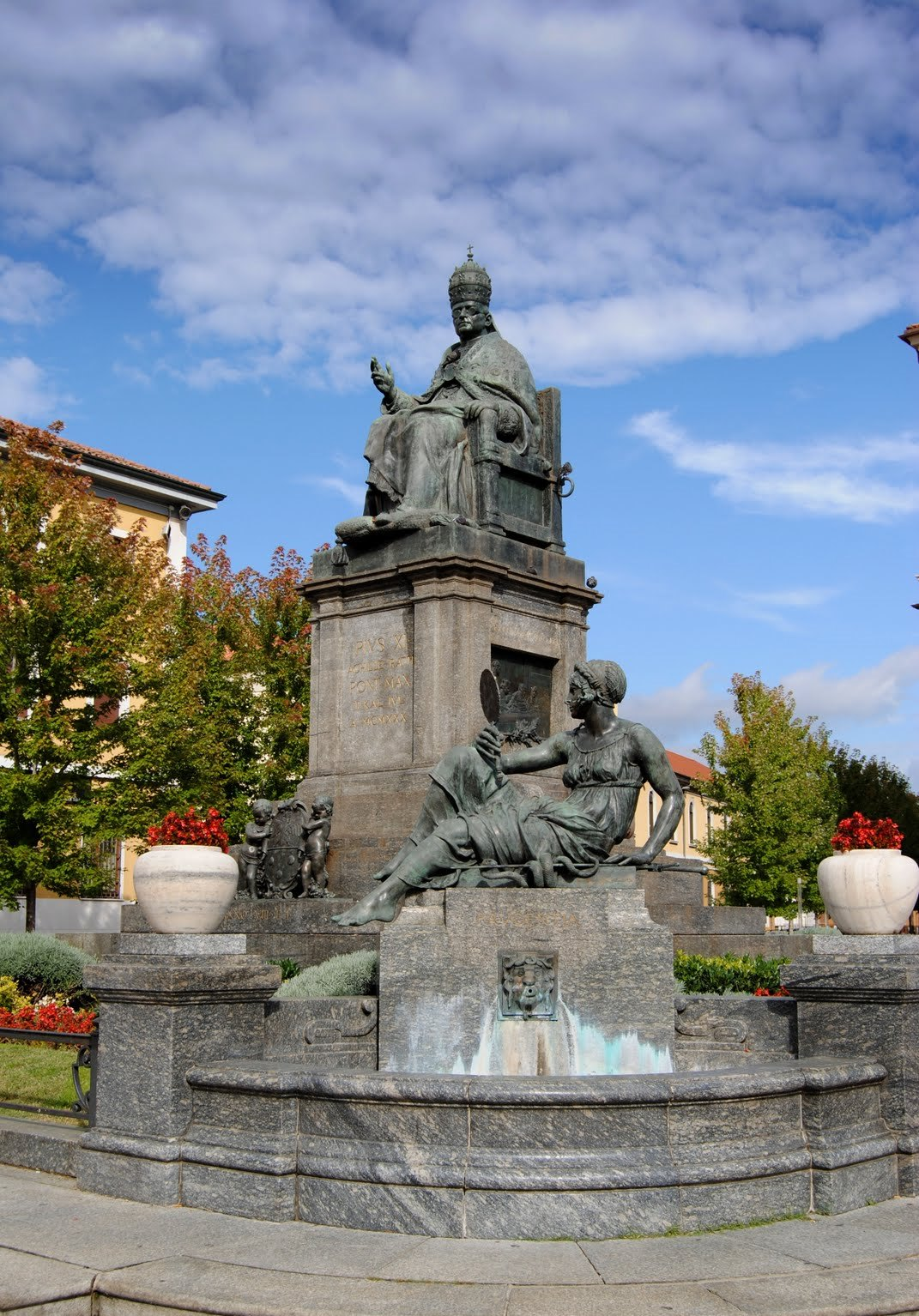
Pomník papeže Pia XI.

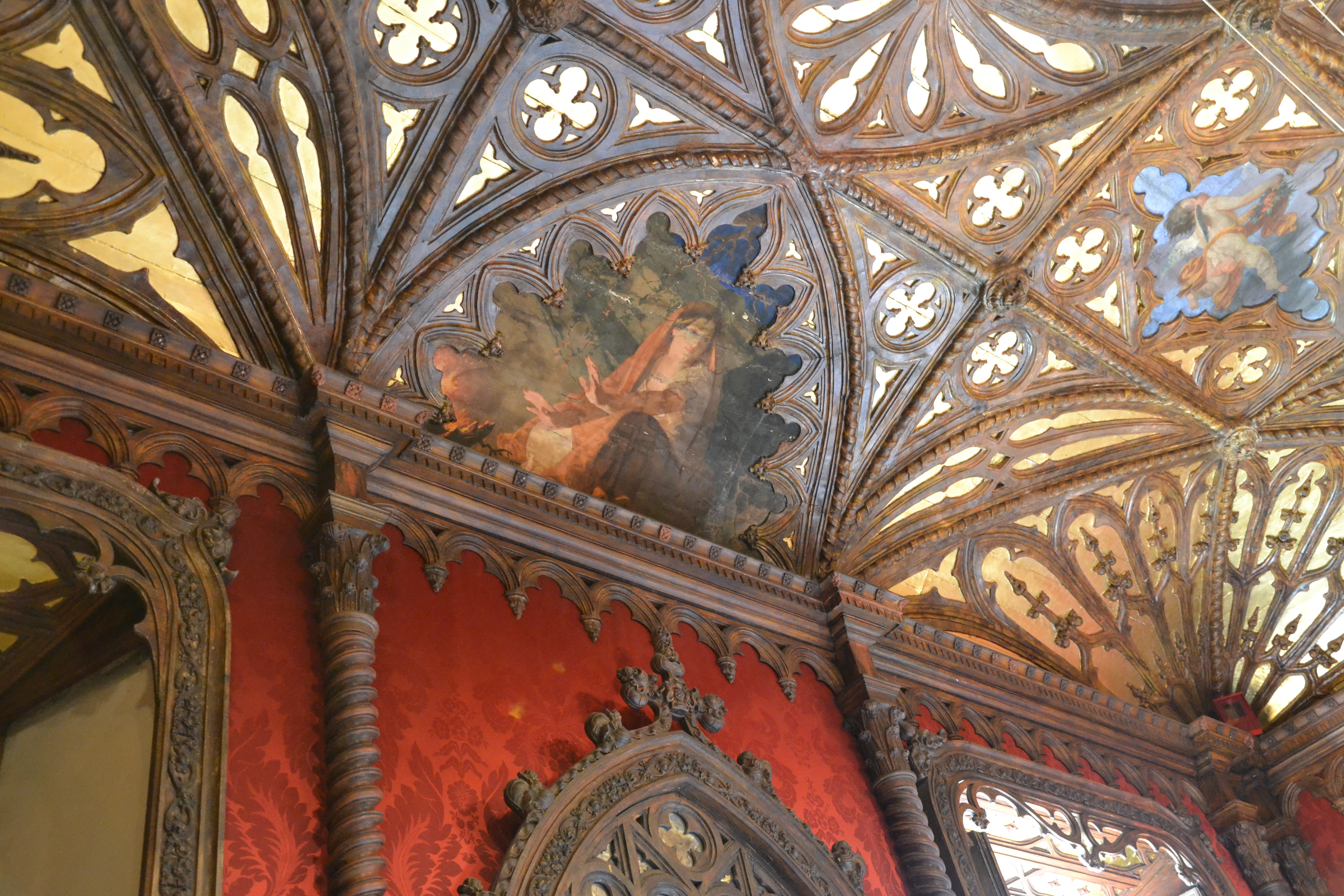
Villa Tittoni Traversi, interiér

- Ottone Visconti (1207–1295), milánský arcibiskup a politik, zakladatel moci rodiny Viscontiů v celé Lombardii
- Achille Ambrogio Damiano Ratti (1857–1939), papež Pius XI., svůj veliký rodný dům v Desiu daroval řeholnicím řádu Neposkvrněného početí P. Marie, které zde zřídily sirotčinec (orfelinat). Po jeho zrušení zde od roku 1988 působí dokumentační středisko a muzeum papežovy pozůstalosti.
- Francesco Hayez - malíř, podílel se na výzdobě vily Tittoni Traversi
- Pelagio Palagi sochař a sběratel umění, autor mnoha soch v Bologni, v Turíně a plastické výzdoby villy Tittoni Traversi; nedaleko ní obýval vlastní novogotickou věž; své sbírky starožitností a knihovnu odkázal městskému muzeu v Bologni.
- Luca Moroni Jr. (* 2000), italský šachový velmistr